# Хатомченкова, Екатерина Владимировна
Екатерина Владимировна Хатомченкова (род. 5 декабря 1992 года) — российская сноубордистка, выступающая в параллельном гигантском слаломе и параллельном слаломе. Включена в состав сборной России по сноубордингу на Зимние Олимпийские игры 2014 в качестве запасной.
- Многократный призёр и победитель этапов Кубка Европы по сноуборду;
- Бронзовый призёр Чемпионата мира по сноуборду среди юниоров 2010 в параллельном слаломе;
- Чемпион России, многократный призёр Чемпионата России
- Многократный победитель и призёр этапов Кубка России по сноуборду;
- Мастер спорта России.

## Спортивная карьера

### Юниорские достижения
| Год  | Место проведения  | Возраст | ПГС | ПСЛ |
| ---- | ----------------- | ------- | --- | --- |
| 2008 | ЮЧМ Вальмаленко   | U19     | 20  | 19  |
| 2010 | ЮЧМ Сноу Парк     | U19     | 6   | 3   |
| 2011 | ЮЧМ Вальмаленко   | U19     | 9   | 27  |
| 2012 | ЮЧМ Сьерра-Невада | U19     | 30  | 9   |

## Результаты выступлений в Кубке мира
| 2013-14 Итоги | 2013-14 Итоги | Карезза | Карезза | Бад Гаштайн | Бад Гаштайн | Рогла | Сюделфельд | ОИ Сочи | ОИ Сочи | Ла Молина |
| Очков         | Место         | ПГС     | ПСЛ     | ПСЛ         | ПСЛ         | ПГС   | ПГС        | ПГС     | ПСЛ     | ПГС       |
| 559           | 23            | DNF     | 23      | 38          | 11          | 12    |            |         |         | CANC      |

| 2012/13 Итоги | 2012/13 Итоги | Карезза | Бад Гаштайн | Бад Гаштайн | ЧМ Стоунхем | ЧМ Стоунхем | Сюделфельд | Рогла | Сочи | Сочи | Москва | Ароза | Ла Молина | Сьерра-Невада |
| Очков         | Место         | ПГС     | ПСЛ         | ПСЛ         | ПГС         | ПСЛ         | ПГС        | ПГС   | ПГС  | ПСЛ  | ПСЛ    | ПГС   | ПГС       | ПГС           |
| 210           | 40            | -       | -           | -           | -           | -           | CANC       | DSQ   | 16   | CANC | 25     | -     | -         | CANC          |

| 2011/12 Итоги | 2011/12 Итоги | Ландграф | Теллюриде | Карезза | Карезза | Яуэрлинг | Бад Гаштайн | Сюделфелд | Стоунхем | Москва | Ла Молина | Вальмаленко |
| Очков         | Место         | ПСЛ      | ПГС       | ПГС     | ПСЛ     | ПСЛ      | ПГС         | ПГС       | ПГС      | ПСЛ    | ПГС       | ПГС         |
| 26            | 54            | -        | -         | -       | -       | -        | -           | -         | -        | 32     | -         | -           |

| 2010/11 Итоги | 2010/11 Итоги | Ландграф | Лимоне Пьермонте | Лимоне Пьермонте | Теллюриде | Бад Гаштайн | ЧМ Ла Молина | ЧМ Ла Молина | Ёнпхён | Стоунхем | Москва | Вальмаленко | Ароза |
| Очков         | Место         | ПСЛ      | ПГС              | ПСЛ              | ПГС       | ПСЛ         | ПГС          | ПСЛ          | ПГС    | ПГС      | ПСЛ    | ПГС         | ПГС   |
| 79            | 47            | 39       | -                | -                | 33        | 29          | -            | -            | -      | -        | -      | -           | -     |

| 2009/10 Итоги | 2009/10 Итоги | Ландграф | Лимоне Пьермонте | Теллюриде | Теллюриде | Крайшберг | Нендаз | Стоунхем | Сюделфелд | Ванкувер ОИ | Москва | Вальмаленко | Ла Молина |
| Очков         | Место         | ПСЛ      | ПГС              | ПГС       | ПГС       | ПГС       | ПГС    | ПГС      | ПГС       | ПГС         | ПСЛ    | ПГС         | ПГС       |
| 40            | 59            | -        | CANC             | -         | -         | -         | -      | -        | -         | -           | 28     | -           | -         |